# Estudis Romànics
Estudis Romànics (ER) es una revista de la sección de filología del Instituto de Estudios Catalanes (IEC).  Fue fundada en 1947 por  Ramon Aramon i Serra.
Desde el año 2000 y hasta 2014 fue dirigida por Antoni Maria Badia i Margarit, miembro emérito de la Secció Filològica de IEC; a partir de 2004 fue codirigida por Joan Veny, que asumió posteriormente la dirección. La revista cuenta además con la colaboración del Comité de Redacción y asesoramiento del Consejo Científico.
Los Estudis Romànics, de publicación anual, están dedicados a la lingüística, la filología, la crítica literaria y las literaturas de la Romanía, sin limitaciones de tema, de metodología ni de cronología. Recogen aportaciones globales y particulares de cada lengua.
Los volúmenes de los ER constan de tres partes:
- Artículos.
- Recensiones.
- Crónica.

Las colaboraciones en los ER están redactados preferentemente en cualquier  lengua romance (o también en  alemán o en  inglés). La lengua oficial de la Redacción es el  catalán.